# Club Atlético de Madrid (handball)
Cet article traite du club ayant existé entre 1949 et 1994. Pour le club existant entre 2011 et 2013, voir BM Atlético de Madrid.
La section handball de l'Atlético de Madrid est une ancienne section du club omnisports du Club Atlético de Madrid qui a existé entre 1949 et 1994. 
Avec onze titres de champion d'Espagne et dix Coupes d'Espagne entre 1952 et 1987, le club est l'un des plus titrés en Espagne.

## Section masculine

### Palmarès
Compétitions internationales
- Finaliste de la Coupe des clubs champions en 1985
- Finaliste de la Coupe de l'IHF (C3) en 1987

Compétitions nationales
- Championnat d'Espagne
  - Vainqueur (11) : 1952, 1954, 1962, 1963, 1964, 1965, 1979, 1981, 1983, 1984, 1985
  - Deuxième (13) : 1956, 1959, 1961, 1966, 1967, 1970, 1972, 1974, 1976, 1977, 1978, 1982, 1986
- Coupe du Roi
  - Vainqueur (10) : 1962, 1963, 1966, 1967, 1968, 1978, 1979, 1981, 1982, 1987
  - Finaliste (7) : 1970, 1973, 1976, 1980, 1984, 1985, 1991
- Supercoupe d'Espagne
  - Vainqueur (2) : 1986, 1988

### Joueurs
Un joueur du club a vu son numéro retiré : Cecilio Alonso (es), au club de 1973 (formé au club) à 1987 et de 1990 à 1992.
Parmi les autres joueurs, on trouve :
- Domingo Bárcenas (années 1950)
- Per Carlén (1989-1991)
- Javier García Cuesta (1968-1976)
- Mateo Garralda (1991-1992)
- Ángel Hermida
- José Javier Hombrados (1990-1993)
- Ricardo Marín
- "Papitu" (es)
- Francisco Parrilla (1976-1988)
- Dejan Perić (1992-1994)
- Javier Reino (en)
- Lorenzo Rico (1976-1987)
- Dragan Škrbić (1993-1994)
- Sigurður Valur Sveinsson (de) (1990-1991)
- Tomas Svensson (1990-1992)
- Alberto Urdiales (es) (1986-1993)
- Neculai Vasilcă (en)
- Igor Vassiliev (1992-1993)
- Veselin Vuković (1986-1990)

### Entraîneurs
- Domingo Bárcenas : de 1960 à 1971
- Juan de Dios Román : de 1971 à 1985 puis de 1990 à 1992
- Jordi Álvaro Alcalde[2]

## Section féminine
L'Atlético de Madrid a également eu par trois fois une équipe féminine de handball. Tout d'abord, de 1952 à 1956, une équipe a évolué en championnat d'Espagne à 7, étant vice-champion en 1953. En 1970, le handball féminin est de retour au club et avec succès puisque cinq championnats espagnols sont remportés entre 1971 et 1978. Mais au début de la saison 1979/1980, le club a annoncé la dissolution de l'équipe pour des raisons économiques. Enfin, dans les années 1990, l'Atlético Madrid Alcobendas évolue en deuxième division, remontant en División de Honor lors de la saison 93/94.
Le palmarès de la section est :
- Championnat d'Espagne
  - Vainqueur (5) : 1971, 1972, 1976, 1977 et 1978
  - Vice-champion (4) : 1953, 1974, 1975 et 1979